# Gdzie strona tam żona
Gdzie strona tam żona – szósty album zespołu Toples wydany w maju 2003 roku w firmie fonograficznej Green Star. Płyta zawiera 13 piosenek, w tym nową wersję piosenki "Nie mydło, nie granat". Autorem muzyki i słów do wszystkich utworów jest Marcin Siegieńczuk.

## Lista utworów
1. "Tęsknię" (4:32)
2. "Hej, Dobry DJ" (5:01)
3. "Wystarczysz Mi Ty" (4:19)
4. "Nie Bój Się Kochać" (3:40)
5. "Impreza u Nas Stale" (3:27)
6. "Teraz Jestem Twoim Wrogiem" (4:15)
7. "Gdy Niemożliwe Staje Się Możliwe" (4:10)
8. "Gdzie Strona - Tam Żona" (4:40)
9. "Wszystko Się Ułoży" (5:14)
10. "Los Daje Szansę" (5:11)
11. "Odchodzi Osoba" (4:37)
12. "... Nie Mydło, ... Nie Granat 2003" (4:41)
13. "Po Co Nam To Było" (5:11)

## Aranżacje utworów
- Tomasz Sidoruk - utwory: 1, 2, 4, 7, 9, 10, 12
- Janusz Bronakowski (MC BRONX) - utwory: 3, 5, 6, 8, 11, 13

Realizacja całości materiału: Tomasz Sidoruk